# 초음파

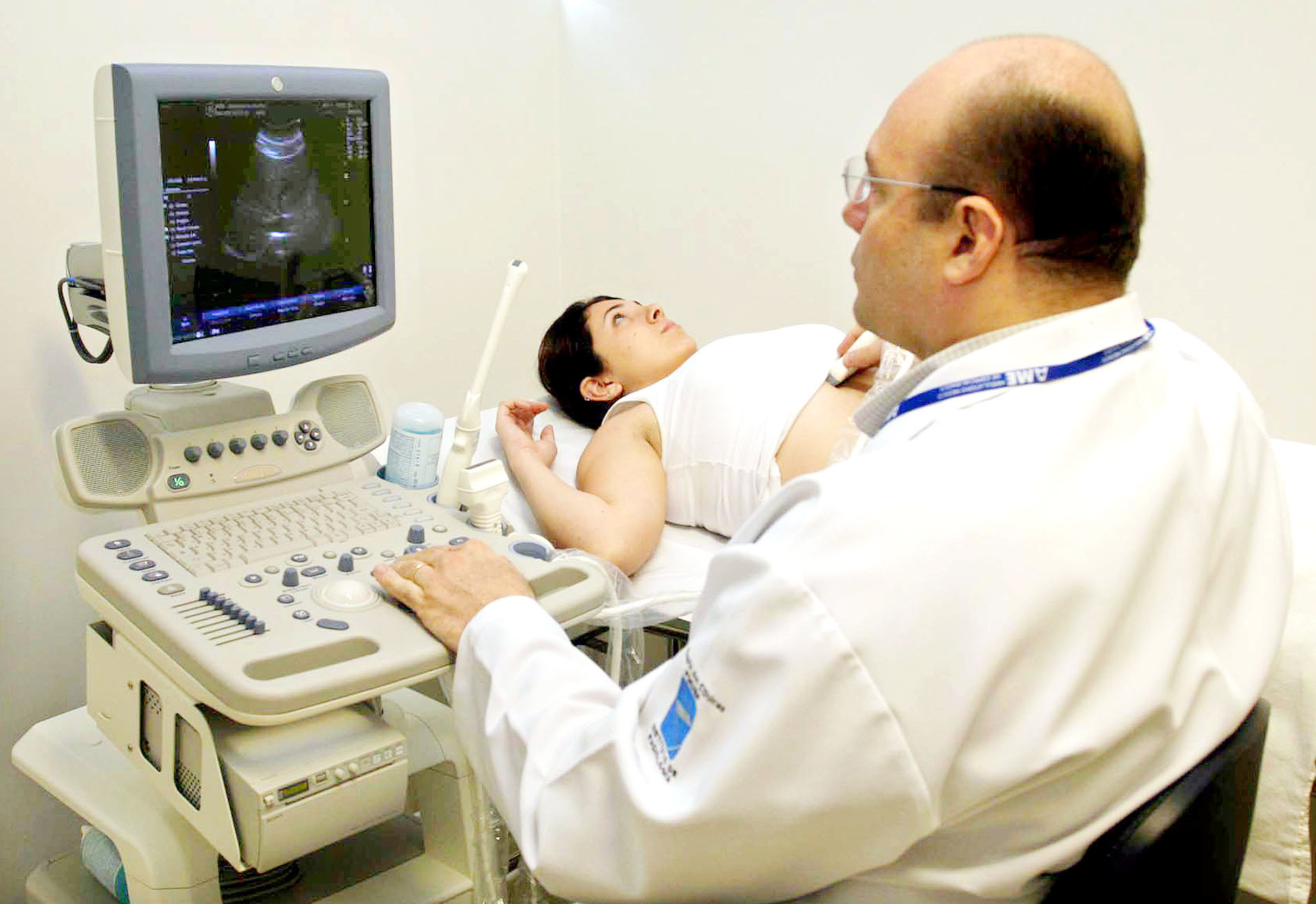
초음파 검사를 하는 모습

초음파(超音波, 영어: ultrasound(s), ultrasonic wave)는 인간이 들을 수 있는 가청 최대 한계 범위를 넘어서는 주파수를 갖는 주기적인 '음압'(音壓, sound pressure)을 의미한다. 비록, 이러한 한계값이 사람마다 다르지만, 건강한 젊은 사람의 경우 이 값은 약 20kHz(20,000 Hz)이고 따라서 20kHz는 초음파를 설명하는 데 있어 유용한 하한(下限)이 된다.
초음파는 일반적으로 매개체(혹은 매질)를 관통하거나 '반향파'(反向波, reflection signature)의 측정 또는 집중된 에너지를 공급하는 등 여러 분야에서 사용되고 있다. 반향파는 매개체의 내부 구조를 자세히 드러내는 데 사용된다. 가장 잘 알려진 응용은 자궁내 태아 사진을 만들어내는 소노그라피(en:sonography)이며, 이외에도 광범위하게 활용되고 있다.

## 초음파 청취 능력

초음파에 해당하는 대략적인 주파수 범위, 일부 응용 프로그램의 대략적인 가이드

인간이 들을 수 있는 최대 주파수 한계(약 20kHz)는 로우패스 필터(low-pass filter)처럼 작용하는 중이(中耳, middle ear) 때문이다. 초음파가 두개골로 직접적으로 전달되거나 중이를 거치지 않고 달팽이관(cochlea)에 다다를 경우, 더 높은 주파수로 들릴 수 있게 된다. 이 영향은 초음파 청취(ultrasonic hearing)를 참조하도록 한다. 조심스럽게 설계된 과학적 연구를 통해 무의식 중에 듣더라도 고주파음이 인간 정신에 영향을 줄 수 있다는 초고주파 효과(hypersonic effect)가 확인되었다.
음향 심리학(psychoacoustics)에서, 어린이들은 나이든 성인들이 듣지 못하는 높은 음을 들을 수있는데, 이는 인간이 들을 수 있는 상한치가 나이가 들어감에 따라 낮아지기 때문이다. 한 휴대폰 회사는 이를 이용해서 젊은 사람만이 들을 수 있는 전화벨을 만들었는데, 상대적으로 많은 나이든 사람들이 들을 수 있다고 주장된 것을 보면 나이와 연관된 퇴화의 정도가 상당히 유동적임을 알 수 있다.
개, 고양이, 돌고래, 박쥐, 그리고 쥐와 같은 몇몇 동물들은 사람보다 더 높은 가청범위를 가지고 있으며 따라서 초음파도 들을 수 있다.

## 인공적 초음파의 발생법
인공적으로 초음파를 발생시키는 방법은, 보통의 음파와 같이 높은 진동수의 발음체를 만들면 된다. 이것에는 물체의 전기적 혹은 자기적 성질을 적절하게 이용하는 방법에 쓰인다. 커다란 주파수(진동수)의 교류 전압을 수정·티탄산 바륨 등 특수한 물체의 양 끝에 걸면, 그 물체는 진동한다. 또 코일에 커다란 주파수의 교류를 보내면 그 주파수로 진동하는 자계(磁界)가 생긴다. 그 자계 속에 자기적 성질이 강한 니켈·페라이트 등의 물체를 넣으면, 그 물체도 진동한다. 이 물체들의 진동을 발음체로 해서 초음파를 발생시킬 수가 있다.
한편 금속성(金屬聲) 즉 쇠붙이가 부딪쳐서 나는 소리는 음파 범위뿐만아니라 초음파영역도 있는 것으로 알려져있다.

## 초음파의 이용
음파의 진동수가 커지면 그 파장은 짧아진다. 따라서 회절현상이 일어나기 어렵고 물체의 그늘이 생기기 쉽다. 또, 빛과 같이 한 방향으로도 가지런히 전달할 수 있게 된다. 이것을 응용한 것이 초음파 소나이다.
소나는 항해 목적에 음파를 이용하는 것의 총칭이지만, 현재는 초음파를 발사해서, 그 반사를 수신하고 반사한 물체(어군·고래·잠수함·선박·기계 수뢰 등)의 위치, 거리, 방향 등을 알아내는 목적의 것도 포함해서 소나라 부르고 있다. 이 경우 목적으로 하는 반사물의 종류에 따라서 측심기, 어군 탐지기, 고래 탐지, 대(對)잠수함 소나 등으로 불리며, 각각의 목적에 적합한 장치로 만들어져 있다.
특히 거리를 재기 위해서는 초음파의 펄스파를 사용한다. 발사한 다음에 되돌아오기까지의 시간을 재면 반사물까지의 거리를 구할 수 있다. 소나와 같은 원리로, 고체내의 정보를 포착하는 장치도 있다. 초음파 탐상기(探傷機)는 물체를 부수지 않고 내부의 결함을 탐지하는 장치로, 반사되어 오는 초음파로부터 그 결함의 크기나 위치를 알 수가 있다. 또 초음파 후도계는 구조물의 한편에서 초음파를 보내어 그 두께를 재는 장치이다. 반대편에서 반사된 초음파와 입사한 초음파로 만들어지는 정상파를 이용하여 물체의 두께를 잰다.
의학 방면에서의 이용도 활발하다. 체내의 종기나 담석, 이물질의 발견 등에도 이용되고 있다. 도플러 초음파는 심장에 초음파를 대고, 반사파의 도플러 효과에 따른 파장 변화를 재서, 심장의 운동을 조사할 수도 있다. 공업 방면에서는 단단하면서 깨지기 쉬운 수정·보석 등을 초음파를 이용하여 특수한 모양으로 절단하는 일에도 사용된다. 또 시계나 카메라의 부품 등 작은 정밀 부품의 세정에도 이용되고 있다. 이 밖에 혼합되지 않는 액체와 액체를 유화시키거나 화학 반응을 촉진시키기도 하고, 초음파로 살균하여 음식물을 보존하는 데에도 도움이 되고 있다.

### 의료 초음파
의료 초음파는 근육, 힘줄, 그리고 많은 내부 장기들, 이들의 크기, 구조와 병리학적 손상을 실시간 단층 영상으로 가시화한, 초음파에 기반한 진단 의학촬영(medical image) 기술이다. 이는 주기적 또는 응급 상황에서 태아를 가시화하는 데도 사용된다. 초음파를 이용한 진단은 소노그라퍼(sonographer)라고 불리는 의료 전문가에 의해 수행된다. 산과용 초음파는 일반적으로 임신기간 동안에만 사용된다. 초음파는 적어도 50년 동안 인간의 몸속을 영상화하는 데 사용되었다. 이는 현대 의학에서 가장 널리 사용되는 진단 기술 중 하나이며 상대적으로 저렴하고 이동이 용이하다.

### 초음파화학
20~100kHz 범위의 초음파는 화학에 응용된다. 초음파는 화학적 변화를 유도하기 위해 분자와 직접적인 상호작용을 하지 않는데, 초음파의 파장(밀리미터 범위)이 분자에 비교해서 너무 길기 때문이다. 이를 대신해서:
- 반응이 일어나는 액체 내에서 온도와 압력의 지엽적 극한 상태를 만드는 캐비테이션을 야기시킨다.
- 고체를 파괴시키고 반응이 쉽게 이루어질 수 있도록 더 넓은 표면을 제공하기 위해 불활성(en: inert) 물질의 부동태(en: passivating) 층을 제거한다.

예를 보면:
- 폐기된 활성화 침전물의 초음파 전처리
- 에탄올 수율 증대를 위해 건조 옥수수 공장에서 초음파의 도입
- 초음파 붕괴를 통해 무기 침전물 제거 향상

### 초음파 거리 탐사
초음파 센서를 이용한 거리 측정
- 대상 물체까지의 거리 : L [m]
- 측정된 시간 : T [s]
- 음속 : V [m/s]
- 기온 : t [C]
- L = ( T＊V) [m]

여기서 V = 331.5+0.6＊t [m/s]
대상 물체까지의 거리는 초음파 센서와 측정 대상 물체까지의 거리이고, 측정된 시간은 초음파가 대상 물체에서 반사되어 돌아오는 시간을 말한다.

### 산업용 초음파
초음파 검사는 일반적으로 재료 속의 결함을 찾거나 또는 물체의 두께를 측정하는 데 사용되는 비파괴 검사의 한 종류이다. 2~10 MHz의 주파수가 일반적인데, 특별한 경우 다른 주파수 범위도 사용된다. 수동 또는 자동화된 검사는 현대 생산 공정에서 필수적인 요소이다. 대부분의 금속뿐 아니라 플라스틱과 우주항공용 복합체들도 검사에 적용될 수 있다. 낮은 주파수의 초음파 (50kHz~500kHz)는 나무, 콘크리트와 시멘트 같은 밀도가 낮은 물질의 검사에 사용된다.
초음파는 이외에도 액체에 열을 전달하는 데도 사용될 수 있다.

### 초음파캐비테이션
20kHz대역의 고출력 초음파는 분자의 붕괴를 촉진시키는 캐비테이션을 만들어낸다. 이를 이용해 하수구 내의 박테리아를 없애는 데 사용하거나 지방 세포 제거에 활용할 수 있다. 초음파가 캐비테이션이 가해지면 지방세포가 글리세롤과 지방산으로 분해되며 노폐물로 배출되어 지방분해 시술에 활용되고 있다. 아이오와 주립대의 Dr. Samir Khanal은 건조 옥수수 공장에서 높은 에탄올 수율을 위해 옥수수 슬러리를 붕괴시켜 액화와 당화를 향상시키기 위해 고출력 초음파를 사용했다. 또한 이를 이용하는 초음파 세척기는 보석, 렌즈 그리고 다른 광학 부품, 시계, 치과용기구, 수술용기구와 산업용 부품에 20~40kHz의 주파수를 이용한다. 초음파 세척기는 오염된 표면 근처에서 수백만 개의 미세 공동의 붕괴로부터 발생되는 에너지에 의해 동작한다. 공동 붕괴에 의해 형성되는 기포가 생성하는 작은 기류 표면으로 향한다. 가정용 초음파 세척기는 약 미화 60달러 정도이다.

## 초음파와 동물
초음파를 소나(sonar)로서 이용하고 있는 동물도 있다. 더구나 사람보다 훨씬 정확하게 장애물이나 먹이를 식별하거나 발견하고 있다. 그 대표적인 동물은 박쥐로서, 귀로 볼 수 있는 특수한 기능을 갖고 있다. 가느다란 철사를 둘러친 캄캄한 방 안에서도 박쥐는 절대로 철사에 부딪치는 일 없이 계속 날았다는 실험 보고가 있다. 고래나 돌고래도 초음파를 입에서 발사해서 먹이나 장애물을 식별하거나 동료를 알아내기도 한다. 진흙으로 탁하게 만든 풀장에 그물을 쳐서 둘로 나누고, 그물의 양 끝에 돌고래가 빠져나갈 수 있는 정도의 작은 구멍을 내고, 그 두 구멍을 투명한 플라스틱 판으로 번갈아서 막았다 열었다 했으나 돌고래는 실수없이 열린 구멍으로 빠져나갔다는 보고도 있다. 곤충 중에도 초음파를 사용해서 동류와 서로 통신을 주고받는 소나의 명수가 있다.

### 박쥐
박쥐는 먹이를 찾아내기 위해 다양한 초음파 탐지 기술을 사용한다. 비록 최대 한계 주파수에 대한 논쟁이 있긴 하지만, 100kHz까지 높은 주파수를 감지할 수 있다.

### 개
개는 인간이 들을 수 있는 것보다 높은 주파수의 소리를 들을 수 있다. 개 훈련 휘파람은 개를 부르기 위해서 높은 주파수를 발산하는데, 바로 이런 특성을 이용한 것이다. 대부분의 이런 훈련 휘파람은 높은 가청 주파수 범위에 있으나 무음 휘파람(Silent Whistle)은 18kHz~22kHz 범위의 초음파 주파수를 발생시킨다.

### 돌고래와 고래
일부 고래는 초음파를 들을 수 있을 뿐 아니라 그들만의 소나(sonar) 시스템을 가지고 있는 것으로 잘 알려져 있다. 일부 고래는 사냥 도구(사냥감의 탐지 및 공격을 위해)로 사용한다.

### 물고기
몇몇 물고기들은 초음파를 감지할 수 있다. en:Clupeiformes 목(目)과 Alosinae (shad)의 아족(亞族)류들은 180kHz까지 탐지할 수 있고, 반면에 다른 아족들은 (예로, en: herrings)들은 4kHz까지만 들을 수 있다.

### 나방
박쥐가 발산시키는 범위의 초음파가 나방이 회피 기동하도록 만든다는 증거가 있다. 초음파영역의 주파수는 밤나방이 공격을 피하도록 자신의 비행 방향을 몇 인치 낮추도록 반응시킨다.

### 곤충 및 설치류
초음파 발생기/스피커 시스템은 설치류나 곤충이 접근하지 못하도록 만든다고 한다. 그러나 이들이 그런 기능을 한다는 과학적 증거는 없다. Kansas 주립대에 의해 수행된 연구에서 일부 제품에서 긍정적인 반응을 보여주었다. 긍정적인 반응은 지속적으로 주파수를 변조하는 일부 장치로 한정된다. 그러나, 사용된 주파수는 어린이들이 들을 수 있고, 두통을 유발 시킬 수 있다고 한다.

### 모기
인간이 들을 수 없는 특정 주파수의 초음파가 모기를 쫓아낼 수 있다고 한다. 해충을 쫓아낼 수 있다고 주장되는 컴퓨터 프로그램이 인터넷에 퍼져 있다.

## 같이 보기
- 지연선 기억기

## 참고 자료
- 이 문서에는 다음커뮤니케이션(현 카카오)에서 GFDL 또는 CC-SA 라이선스로 배포한 글로벌 세계대백과사전의 내용을 기초로 작성된 글이 포함되어 있습니다.